# Pierre Lambert de Saumery

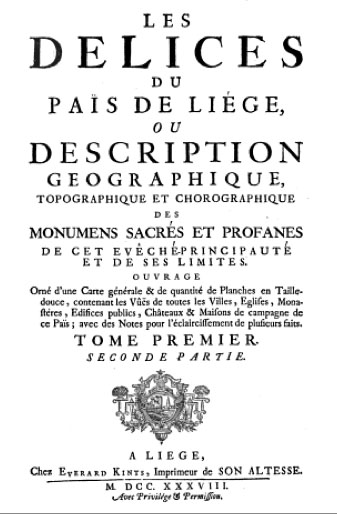
Les délices du Païs de Liège, 1738

Pierre-Lambert de Saumery, dit Saumery est un écrivain calviniste, né en France vers 1690 et décédé à Utrecht peu après 1767, est un écrivain surtout connu pour avoir rédigé en partie les cinq volumes des Délices du pays de Liège, publiés par Everard Kints, l'imprimeur du prince-évêque. Il a rédigé libelles et romans, mais c'est grâce aux Délices du Païs de Liège qu'il est, de nos jours encore, lu et cité par les historiens locaux, estimé des amateurs de livres liégeois, connu des collectionneurs de gravures de monuments anciens de Liège et ses environs. Il publia en outre sous le pseudonyme de M. De Mirone les Anecdotes vénitiennes et turques, ou Nouveaux mémoires du comte de Bonneval en 1740.

## Biographie
Un bibliophile et bibliographe liégeoisavait réuni la presque totalité de la production de Saumery et a donné une biographie circonstanciée du personnage accompagnée de sa bibliographie commentée. S'aidant des Mémoires de Saumery qu'il publia en 1732 on a pu établir qu'il naquit en France, de parents calvinistes qui émigrèrent bientôt en Angleterre. C'est de ce pays qu'à l'âge de 29 ans, Saumery, devenu ministre calviniste, va partir pour sa vie aventureuse à travers la France, la Turquie où il reste de 1720 à 1723, l'Italie, l'Allemagne qui le voit prédicateur ambulant de 1726 à 1729, la Suisse, les Pays-Bas, la principauté de Liège. Arrivé dans la région liégeoise à la fin de 1729, il va y résider pendant une dizaine d'années. Son humeur vagabonde et ses méfaits l'obligèrent à passer aux Pays-Bas. Il mourut à Utrecht peu après 1767.
Saumery était adroit et s'embarrassait rarement de scrupules. Arrivé à Liège comme ministre calviniste, voire huguenot libertin, il abjure sa religion et se fait catholique, manifestement dans le but de profiter des bonnes dispositions du prince-évêque et de certains dignitaires du haut clergé à l'égard du converti qu'il se prétend. Ceci ne l'empêchera pas de publier, en 1740, un roman, le Diable hermite, dans lequel il ridiculise méchamment la cour du prince-évêque. D'ailleurs, arrivé aux Pays-Bas, sans espoir de retour dans nos régions, il ne tardera pas à s'y faire à nouveau admettre parmi les calvinistes.

## Les Délices du Pays de Liège
Dans aucun des documents officiels connus actuellement, il ne paraît comme responsable de cette publication. Les auteurs sont d'accord pour attribuer à Saumery le rôle de secrétaire de rédaction. Étranger au pays, il était bien incapable d'établir une description du Pays de Liège avec aperçus historiques et archéologiques, même en utilisant les documents qu'on pouvait lui fournir. Pour évaluer l'apport de Saumery dans cette publication, voyez : 
- Saumery, Mémoires et Aventures secrètes d'un voyageur du Levant, Liège, 1752-1756, 6 vol. in-12